# Duncan Regehr
Duncan Peter Regehr (ur. 5 października 1952 w Lethbridge) – kanadyjski artysta multimedialny i aktor. Był także łyżwiarzem figurowym i aktorem teatralnym o klasycznym wykształceniu w swojej rodzinnej Kanadzie, zanim w 1980 przeniósł się do Hollywood.

## Życiorys
Urodził się w Lethbridge w prowincji Alberta i wychował w Victorii w Kolumbii Brytyjskiej. Jego matka, Dorothy Mary (z domu Mulkern), urodziła się w Wielkiej Brytanii, a ojciec, Peter Regehr, był artystą pochodzenia rosyjskiego. Był kandydatem olimpijskiego boksu.
Już w wieku 14 lat aktywnie działał w mediach, prowadząc talk–show dla nastolatków w CBC/Radio-Canada. Jako uczeń liceum jeździł figurowo na lodzie. Wczesną naukę gry aktorskiej rozpoczął w szkole teatralnej Bastion Theatre Company w Victorii.
Występował w serialach kanadyjskich, w tym CBC Nowicjusze (The Newcomers, 1977) i Global Television Network Matt i Jenny na dzikim szlaku (Matt and Jenny, 1979–1980) jako Kit z Megan Follows, zanim pojawił się w odcinku serialu fantastycznonaukowego ABC Największy amerykański bohater (The Greatest American Hero, 1981) i telewizyjnym melodramacie przygodowym „Goliat” czeka (Goliath Awaits, 1981) z Markiem Harmonem. W telewizyjnym dramacie biograficznym CBS Mój sposób na karierę - historia Errola Flynna (My Wicked, Wicked Ways: The Legend of Errol Flynn, 1984) w reżyserii Dona Taylora zagrał Errola Flynna. W miniserialu Rai / ABC Ostatnie dni Pompei (The Last Days of Pompeii, 1984) na podstawie powieści Edwarda Bulwera-Lyttona został obsadzony w roli gladiatora Lydona. Za rolę hrabiego Drakuli w komedii grozy Łowcy potworów (The Monster Squad, 1987) był nominowany do Nagrody Saturn w kategorii najlepszy aktor drugoplanowy. W telewizyjnym westernie TNT Billy The Kid (Gore Vidal’s Billy the Kid, 1989) na podstawie powieści historycznej Gore’a Vidala zagrał milczącego szeryfa Pata Garretta. Powrócił na mały ekran jako gwiazdor filmowy Justin Wakefield w telewizyjnej adaptacji powieści Danielle Steel Raz na całe życie (Danielle Steel’s 'Once in a Lifetime, TV) z Lindsay Wagner.

## Filmografia

### Filmy
- 1981: W imię honoru (Blue and the Gray, TV)
- 1981: 'Goliat' czeka (Goliath Awaits, TV) jako Paul Ryker
- 1985: Mój sposób na karierę - historia Errola Flynna (My Wicked, Wicked Ways: The Legend of Errol Flynn, TV) jako Errol Flynn
- 1987: Łowcy potworów (The Monster Squad) jako hrabia Drakula
- 1988: Earth Star Voyager (TV) jako Jake Brown
- 1989: Billy The Kid (Gore Vidal’s Billy the Kid, TV) jako Pat Garrett
- 1989: Primo Baby (TV) jako Charles Armstrong
- 1989: Bankier (The Banker, TV) jako Spaulding Osbourne
- 1990: Ostatni samuraj (The Last Samurai, TV) jako Armstrong
- 1994: Raz na całe życie (Danielle Steel’s 'Once in a Lifetime, TV) jako Justin Wakefield
- 1995: Timemaster (TV) jako Jonathan
- 1996: Tajemnica Lisy (The Haunting of Lisa, TV) jako Mitch Graham
- 2000: Buddy, pies na gole (Air Bud: World Pup) jako Geoffrey Putter
- 2001: Fruwający wirus (Flying Virus, TV) jako Savior
- 2001: Krocodylus (Blood Surf, TV) jako John Dirks
- 2001: Buddy - pies na gole (Air Bud 3: World Pup, TV) jako Pan Putter
- 2006: Domniemanie (Presumed Dead, TV) jako Jason Tobler

### Seriale
- 1977: Nasz nowy dom (The Newcomers)
- 1979: Matt i Jenny (Matt and Jenny) jako Kit
- 1981: Największy amerykański bohater (The Greatest American Hero) jako Palmer Bradshaw
- 1983: Czarownicy i wojownicy (Wizards and Warriors) jako książę Dirk Blackpool
- 1984: Ostatnie dni Pompei (The Last Days of Pompeii) jako Lydon
- 1990-93: Zorro jako Don Diego de la Vega/Zorro
- 1994: Star Trek: Następne pokolenie (Star Trek: The Next Generation) jako Ronin
- 1995-97: Star Trek: Deep Space Nine jako Shakaar Edon
- 1996: Cybill jako Trevor Hampton
- 2000: Napisała: Morderstwo (Murder, She Wrote: A Story to Die For) jako Yuri Malenkovich